# Рудченко Іван Якович
Іва́н Бі́лик (справжнє ім'я Іва́н Я́кович Ру́дченко; 21 серпня (2 вересня) 1845, Миргород — 18 вересня (1 жовтня) 1905, Петербург) — український фольклорист, етнограф, письменник, перекладач, літературний критик, старший брат і співавтор Панаса Мирного.

## Життєпис
Народився 2 вересня 1845 року у Миргороді в сім'ї бухгалтера повітового казначейства. Навчався спершу в приходській школі, потім у повітовому трикласному училищі, яке успішно закінчив в 1857 році. Вступити до гімназії не було матеріальної змоги, і батько взяв хлопця привчати до служби в казначействі (того року батька перевели до Гадяча на посаду казначея). Та служба не задовольняла юнака, він поривався до освіти. Це бажання підсилювало спілкування з молодим товариством із родини Драгоманових. Читання книжок, розмови про долю народу, захоплення українським фольклором — все це сприяло зростанню свідомості й народолюбства.
Іван Рудченко почав записувати пісні, прислів'я й приказки, народні звичаї, а одночасно й писати власні твори. У 1860 році деякі його записи друкуються в «Полтавських губернських відомостях», а з 1861 року — в журналі «Основа» під псевдонімом Іван Кивайголова. 1862 року він опублікував народні перекази, записані в Миргороді, «Про зозуль, посмітюх і гадюк» (псевдонім — Іван Руїна). З 1867 року розміщував поезії, переклади і літературно-критичні статті та рецензії у львівській «Правді».
1863 року Іван Рудченко стає чиновником Казенної палати в Полтаві. Тут він знайомиться з «освіченим провідцем українолюбства» Д. П. Пильчиковим і ще глибше усвідомлює потребу служити своєму народові. А для цього треба було вчитись, і в 1864 році Іван Якович їде в Київ, щоб підготуватися до вступу в Київський університет (1865 р.) й відвідував лекції на історико-філологічному факультеті, як вільний слухач.

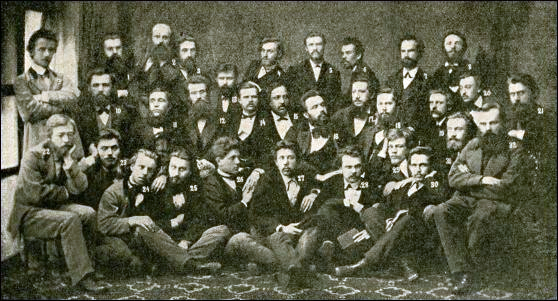
Київська «стара» громада разом зі студентською, 1874 р.
1. Драгоманів, 2. Мик. Ковалевський, 3. Білоусів, 4. Пащенко, 5. Вербицький, 6. К. Андрієвський 7. Беренштам, 8. Антепович, 9. Фаворський, 10. Ор. Левицький (делегат студентів при старій громаді), 11. Лоначевський, 12. Ів. Рудченко, 13. Ф. Вовк. 14. Левицький-Нечуй, 15. Чубинський. 16. Старицький, 17. Рубінштейн, 18. Лисенко, 19. П. Житецький, 20. Ол. Трегубів, 21. М. Воблий, 22. Волянський, 23. Костенко, 24. незвістний, 25. Матвіїв, 26. Комарецький, 27. Ір. Житецький, 28. Ол. Русів (скарбник, з касовою книгою), 29. Т. Біленький, 30. Л. Ільницький (книгар), 31. Діаконенко, 32. М. Левченко. Бракує Антоновича й кількох іще громадян.

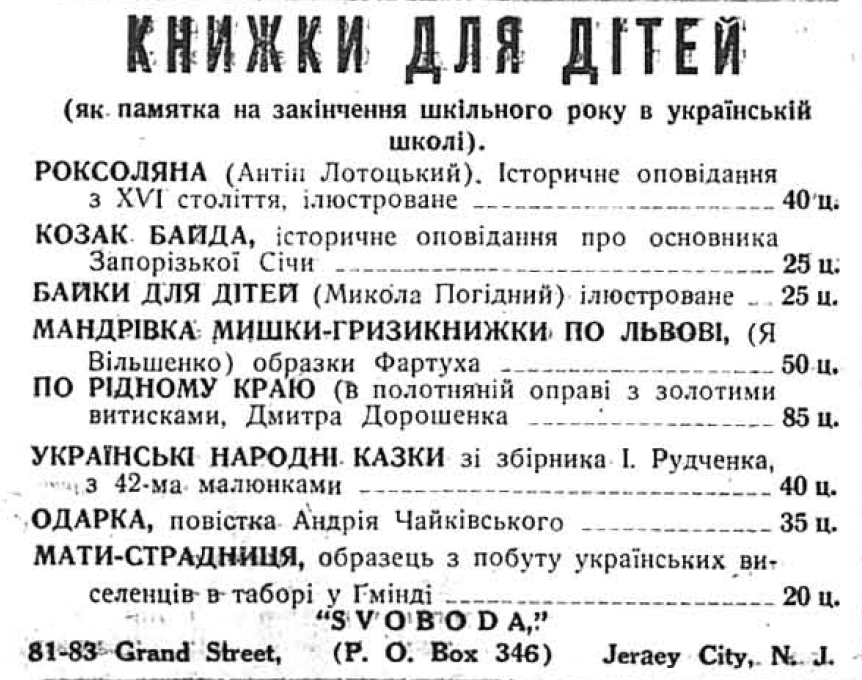
Реклама книжок для дітей, українська щоденна газета «Свобода» (США), № 210, 10 вересня 1937 року

Будучи слухачем університету, Іван Рудченко продовжував свої етнографічні праці. Там він пристає до київської громади (Антонович, Драгоманов, Житецький, Лисенко та ін.), займається громадсько-культурною роботою, співпрацює з редакцією «Киевлянина». В лютому 1867 року Рудченко одержав посаду в системі державного контролю, який був виділений в окреме міністерство. Попрощавшись із мрією про університетську освіту, він їде в Житомир на службу в контрольну палату, якою керував полтавець Матвій Симонов (Номис), відомий етнограф і фольклорист. З того часу і до смерті Іван Якович працював на різних урядових посадах — у Вітебську, Херсоні, Петербурзі, де був членом Ради Міністерства фінансів. Він став видатним фахівцем податкової справи і мав друковані праці в цій галузі.
Іван Рудченко зробив значний внесок у фольклористику. Він видав збірку «Народные южнорусские сказки» у 2 випусках (1869 і 1870 рр.), збірки «Чумацкие народные песни» (1874), опублікував етнографічні розвідки «О чумаках и чумачестве», «Чумаки в народных песнях» та «Этнографические работы в Западном крае в 1866 году». Цими працями дослідник поклав початок публікаціям українського фольклору за жанровим і тематичним принципом.
Велика заслуга Івана Білика як літературного критика. Його естетичні погляди розвивалися під впливом творчості Т. Г. Шевченка. В статті «Тривога над свіжою могилою Т. Г. Шевченка» (1886) він називав Кобзаря одним із найбільших народних поетів. А в збірнику «Чумацкие народньїе песни» (1874) вмістив чотири пісні з Шевченкового рукописного збірника пісень, почутих у Сквирському повіті.
Крім того, Білик відомий і як перекладач на українську мову творів І. Тургенєва, А. Міцкевича, Г. Гейне, Дж. Байрона та інших. Писав він і ліричні вірші, щоправда, переважно для себе та близьких людей.

### Вплив на становлення Панаса Мирного

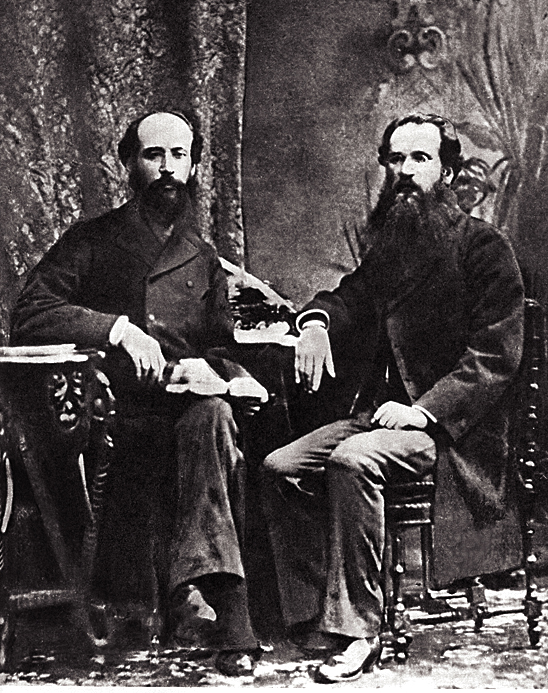
Іван Білик (праворуч) та Панас Мирний. 1881 рік.

Леонід Ушкалов зазначає, що духовне зростання Панаса Мирного від початку 1860-х до середини 1880-х років, тобто якраз тоді, коли він найактивніше виступав як письменник, відбувалося під вирішальним впливом Івана Білика. Саме Білик прищепив Мирному ідеї народницького українофільства, зазнайомив із соціалістичними ідеалами в їх драгоманівській версії, із засадами «реальної» естетики, виступив у ролі критика, редактора та співавтора цілої низки творів — словом, як казав Єфремов, «був його вірним alter ego». Це аж ніяк не означає, що Панас Мирний є «творивом» Івана Білика, але навряд чи без Білика Мирний став би таким, яким ми його знаємо. Принаймні не підлягає сумніву, що саме старший брат підштовхнув молодшого до літературної праці, підкреслює Ушкалов.
У 1872 році Панас Мирний послав братові щойно закінчену повість «Чіпка». Іван Якович уважно поставився до твору, вдосконалив його, написавши кілька нових розділів, поглибив соціальні мотиви твору.
Панас Мирний спільно з Іваном Біликом збирали народну творчість і писали один з найвизначніших романів нашої класичної літератури «Хіба ревуть воли, як ясла повні?». Саме на цій основі між братами зав'язалася міцна творча співдружність, так звана «братська спілка». І хоч пізніше їхні творчі шляхи розійшлися в різні боки, та значення тієї співдружності, тієї «спілки» ніщо не могло затьмарити чи бодай применшити. Після того, як 1880 року роман вийшов у Женеві, брати сфотографувались на згадку про «братську спілку», внаслідок якої з'явився цей визначний твір української літератури. Панас Мирний відзначив у брата «чулу до правди душу» й «сповнене народолюбством серце».

### Розрив з українським рухом
З розвитком чиновницької кар'єри і переведенням у Петербург відійшов від українофільства. 1885 року, після переїзду до Санкт-Петербурга, він зрікся ідеалів юності, зокрема й українофільства. Коли під час його служби у Варшаві до нього звернувся один земляк з рекомендацією від Олександра Кониського, Рудченко холодно й зверхньо відповів: «Скажите Конисскому и прочим украинофилам, что мой пост не позволяет мне иметь с ними ничего общего». Він зробив блискучу кар'єру, став членом ради Міністерства фінансів, переконаним монархістом, друкував статті в суворінській газеті «Новое время», яка посідала виразну антиукраїнську позицію. Рудченко розгубив увесь свій юнацький радикалізм.
Незадовго до смерті, у лютому 1905 року, під враженням від початку Першої російської революції, він писав Мирному: «Теперішній напівбезумний лібералізм, якщо його не загнуздає Земський Собор, може довести Росію до пугачовщини й коліївщини… Не знаю — кому від цього краще буде. А мені — помирати пора… Повернення в дотатарські часи навряд чи приємне Богу й корисне для цивілізації, на якій би мові вона не відбувалася. Пам'ятайте про це!».
На українську літературу він тепер дивився з неабияким скепсисом. У цьому ж таки листі він напише: «Я, на жаль, і раніше, і тепер не вірив і не вірю у всебічний розвиток малоруської літератури: її межі та значення — для „хатнього вжитку“…».
Є підстави припускати, що Мирний з ним полемізував. Приблизно у 1905—1906 роках він писав: є «чимало своїх-таки мудраків, що, забувши, якого вони роду і плоду, негують своєю рідною мовою, пророкуючи їй короткий вік, доки прості люди просвітяться наукою і одкинуть тоді свою мову як нікчемну…».

## Найвідоміші твори
- «Хіба ревуть воли, як ясла повні?» (у співавторстві з Панасом Мирним)